# Landing Vehicle Tracked 2
LVT-2 (англ. Landing Vehicle Tracked 2, словесное название — Water Buffalo, в пер. «водный буйвол») — американская гусеничная десантная машина, один из образцов амфибийных гусеничных бронированных и небронированных транспортёров и машин огневой поддержки семейства LVT. Всего было выпущено с 1941 по 1945 годы более чем 41 тыс. экземпляров.

## Характеристика и вооружение
Масса танка составляла 13,7 тонны, грузоподъёмность от 2 до 3 тонн, мощность двигателей 250 л. с., максимальная скорость на суше 32 км/час, запас хода по пересечённой местности от 160 до 241 км. Двигатели устанавливались в корме танка. С силовой передачей, что находилась в носовом фрагменте, они соединялись при помощи карданного вала, который проходил вдоль всего танка. Спустя некоторое время немалое количество транспортёров оснастили двумя крупнокалиберными 12,7-мм пулемётами и в дополнение 7,62-мм пулемётами на корме. Хоть танк и был оборудован тонким корпусом, он практически не играл никакой защитной роли. Транспортёры демонстрировали хорошую проходимость при движении по песчаной поверхности, но имели определённые сложности в преодолении дистанции с твердым покрытием.

## Эксплуатация и боевое применение
Автомобили этого типа обычно применялись в десантных операциях на Тихом океане. Американские морские пехотинцы использовали их для того, чтобы достичь земли и преодолеть прибрежную полосу под огнём противника.

## Различия между LVT-1 и LVT-2
LVT-2 отличалась наличием улучшенной трансмиссии, а также новой ходовой, которая сделала езду по твёрдому грунту более стабильной по сравнению с LVT-1.